# Földcsuszamlás
A földcsuszamlás a tömegmozgások egy típusa, ahogy a sziklaomlásoktól a suvadásokon át a sekély kőfolyásokig számtalan egyéb földmozgás is. Földcsuszamlások víz alatt is előfordulhatnak. Bár a földcsuszamlás elsődleges kiváltója a gravitáció, más tényezők is befolyásolhatják az eredeti lejtő stabilitását. Jellemzően bizonyos előzetes körülmények szükségesek a különleges felszínalatti állapot létrehozásához, amik a területet/lejtőt érzékennyé teszik, miközben az adott földcsuszamlás kiváltásához gyakran szükség van egy „utolsó cseppre” is. A földcsuszamlások nem tévesztendők össze a sárfolyásokkal, ahol jelentős mennyiségű víz hatására részben vagy teljesen megfolyósodott törmeléktömeg áramlik rendkívül gyorsan.

## Okok

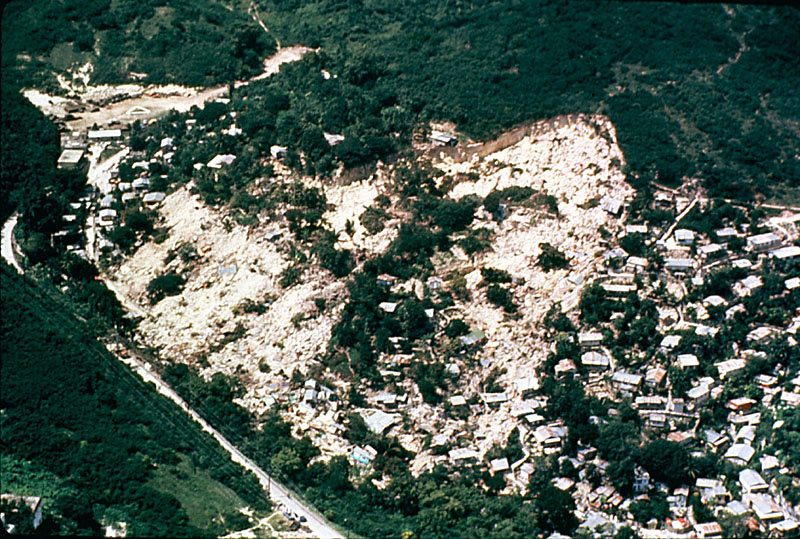
A Mameyes földcsuszamlás a Puerto Rico-i Ponce város Portugués Urbano városrészének szomszédságában (Mameyes) száznál több otthont temetett el. Rendkívüli csapadékmennyiség és egyes források szerint villámlás okozta

Ha a lejtő elveszíti stabilitását, földcsuszamlás jöhet létre. Ezt számos tényező kiválthatja akár együttesen vagy egyedül is.
Természetes okok lehetnek:
- A talajvíznyomás (pórusvíznyomás) növekedése csökkenti a lejtő állékonyságát
- A függőleges növényzet, a humusz és a talajszerkezet hiánya vagy elvesztése (például egy 3-4 napos erdőtűz után)
- A lejtőláb folyó vagy tengerhullámzás okozta eróziója
- A hóolvadás, gleccserek olvadása vagy a heves esőzés előidézte telítődés gyengíti a lejtőt
- Földrengés általi terhelés a kis stabilitású lejtőn, vagy az általuk kiváltott talajfolyósodás
- Vulkánkitörés

A földcsuszamlásokat ilyen emberi tevékenységek súlyosbíthatják:
- Erdőirtás, földművelés és építkezés a már eredendően érzékeny lejtőn
- Munkagépek vagy járműforgalom által kiváltott rezgések
- Robbantás
- A lejtő alakját megváltoztató vagy a lejtőn új terheléseket létrehozó földmunka
- A lejtőüledéket az alapkőzethez kötő, mélyen gyökerező növényzet eltávolítása sekély talajokról
- Építkezés, mezőgazdasági vagy erdészeti tevékenységek (fakitermelés), amik megváltoztatják a talajba szivárgó víz mennyiségét

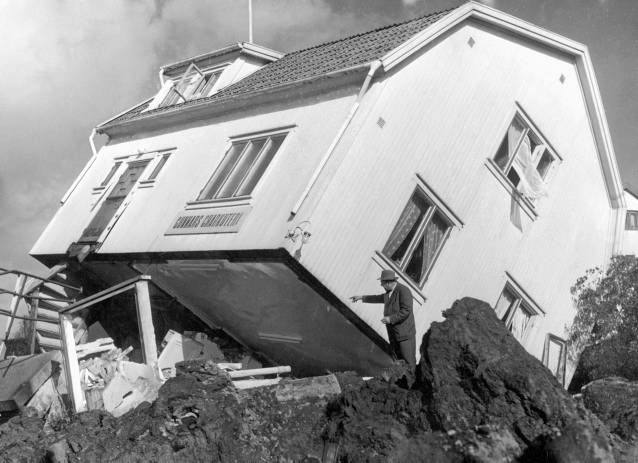
Földcsuszamlás egy halásos áldozattal a svéd Surte-nél 1950-ben. Kiváltó oka a quick clay

## Típusai

### Törmelékfolyás
A vízzel telítődő lejtőtörmelékből törmelékfolyás vagy sárfolyás alakulhat ki. Az így keletkező kőtörmelék és sár elegye fákat, házakat, autókat ragadhat magával, hidakat és mellékfolyókat eltorlaszolva nyomában áradást okozhat.
A törmelékfolyást gyakran összetévesztik a villámáradással, de ezek teljesen eltérő jelenségek.
A sáros-iszapos törmelékfolyások a magashegységekben komoly károkat okoznak az infrastruktúrában és gyakran emberéleteket követelnek. Lejtővel kapcsolatos tényezők indíthatják el, és a sekély földcsuszamlások folyómedrekben gátat képezve átmenetileg vagy akár tartósan is akadályozhatják a víz áramlását. Az erdélyi Gyilkos-tó is hasonlóan jött létre: a hegyről lezúduló lejtőtörmelék több patak vizét duzzasztotta fel.
Ahogy egy gátszakadásnál, itt is dominóhatás léphet fel: az áramló tömeg térfogata a patakmederből felkapott hordalékkal gyarapszik. A szilárd-folyékony zagy elérheti a 2000 kg/m³-es sűrűséget és a 14 m/s (50 km/h) sebességet. Ez általában komoly károkat okoz az úthálózatban, nem csak az útra lerakott - pár köbmétertől több száz köbméterig terjedő - hordalékmennyiséggel, de néhány esetben a vad áramlat teljesen áthelyezi az útjába kerülő hidakat, országutakat vagy vasúti síneket is. A károk általában a sáros-iszapos törmelékfolyások alulbecsléséből keletkeznek: a szurdokvölgyekben például a hidakat gyakran dönti romba az áramlás ereje, mert a pillérek közti fesztávot általában csak a vízhozamra méretezik.
Egy kisebb (1,76 km²) törmelékfolyásos nyomvonalhoz az olasz Alpokban a főcsatorna középső szakaszán 750 m³/s áramlás becsülhető. Ugyanennél a keresztmetszetnél a legmagasabb várható vízhozam 19 m³/s volt, ami majd negyvenszer alacsonyabb, mint a bekövetkezett törmelékáramlásé.

### Talajfolyások

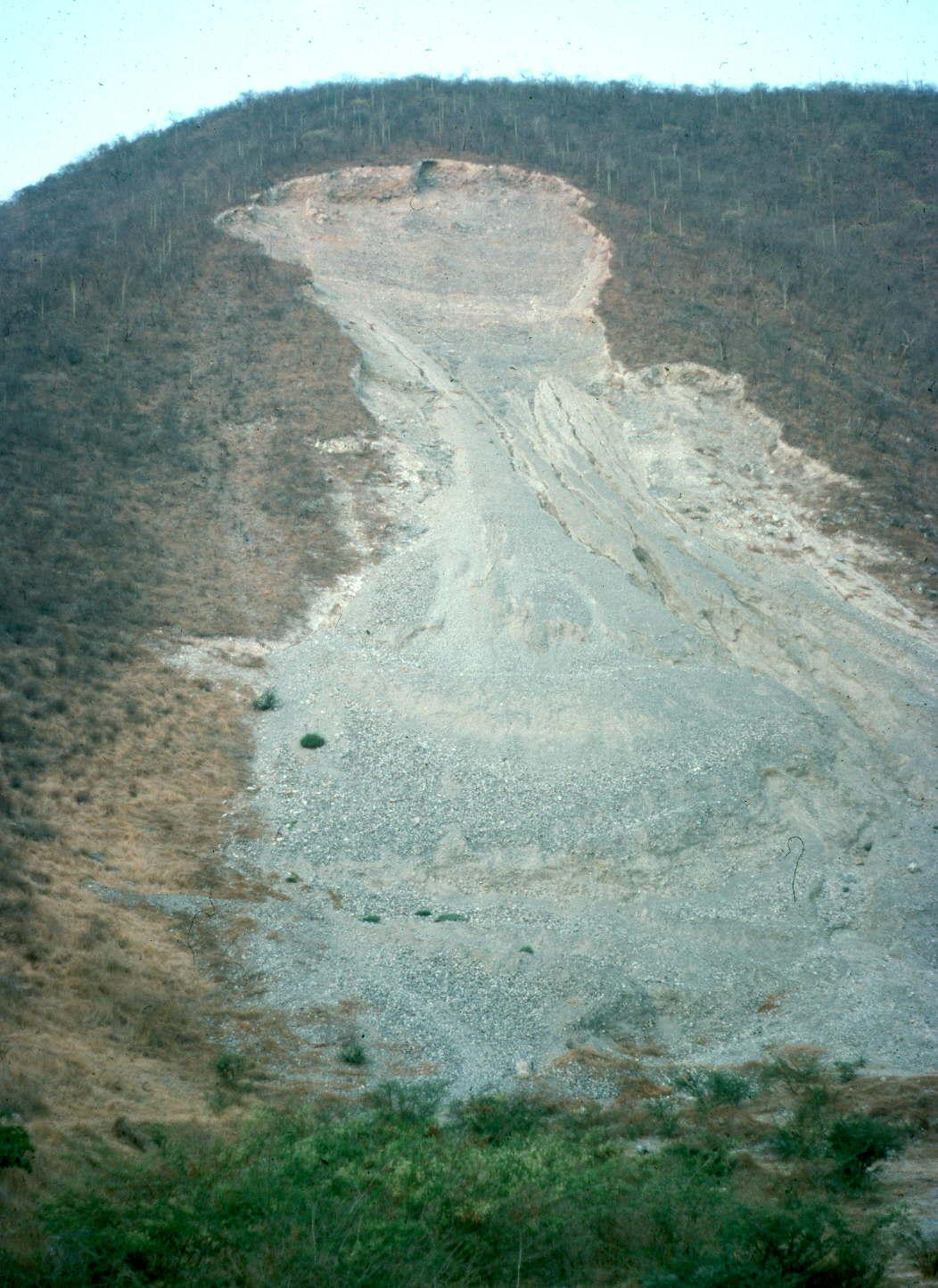
Kőfolyás a mexikói Guerrero-ban

A talajfolyások lefelé áramló, viszkózus, telített finomszemcsés anyagokból álló folyamok, melyek a lassútól a gyorsig bármilyen tempóval mozoghatnak, jellemző sebességük 0,17-20 km/h. Bár igen hasonlítanak a sárfolyásokra, azoknál jóval lassabbak és felszínükön szilárd anyagot cipelnek magukkal. A folyadékok ennél sokkal gyorsabban áramlanak. Agyag, finomhomok vagy kőzetliszt és minden finomszemcsés, vulkáni törmelékes (piroklasztikus) anyag hajlamos talajfolyásra. Az áramlási sebesség egyenesen arányos a víztartalommal.
Ezek az áramlások általában akkor indulnak, amikor a finomszemcsés tömegben a pórusnyomás kellően megnövekszik ahhoz, hogy jelentősen lecsökkentse a pórusvízzel teli anyag belső súrlódását. Ezáltal egy domború nyelv jön létre, ami lassú, gördülő mozgással halad előre. Ahogy ez a nyelv szétterül, a tömeg vízelvezetése megnövekszik és a peremek kiszáradnak, így az áramlás lelassul, majd besűrűsödik. A talajfolyások "hagymahéjas" változatai nem különösebben látványosak, de sokkal gyakoribbak gyors társaiknál. Fészkükben rogyás alakul ki, nyelvüknél aláhajlanak.
A talajmozgások többnyire erősen csapadékos időszakokban alakulnak ki a lejtős talaj vízzel telítődése miatt. Az agyagszerű anyagok mozgása során repedések keletkeznek, amik elősegítik a vízfelvételt. A bejutó víz megemeli a pórusvíznyomást és csökkenti az anyag súrlódását.

### Törmelékcsuszamlás

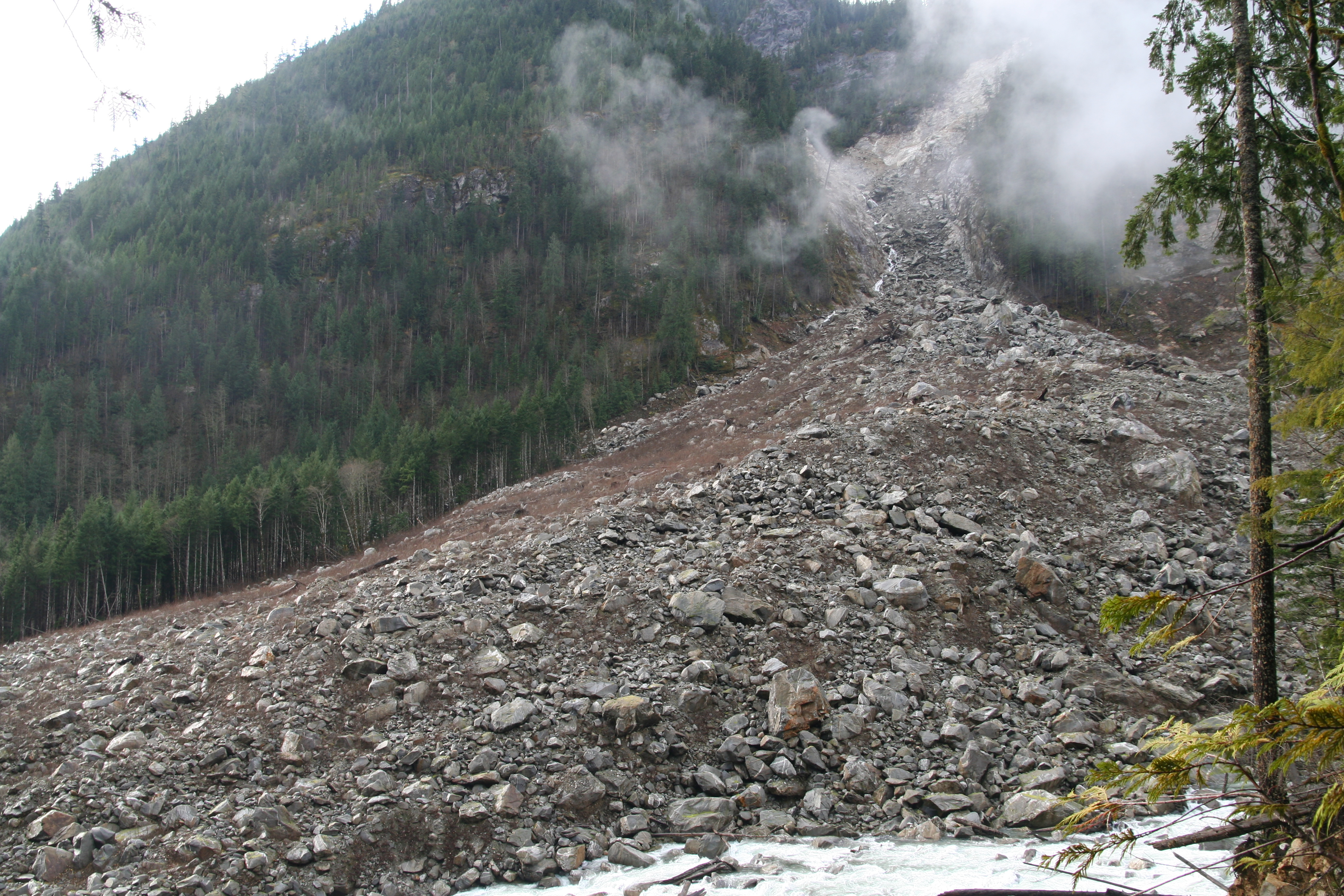
Goodel Creek törmeléklavina, Washington

A törmelékcsuszamlás a sziklák, talaj és lejtőtörmelék vízzel és/vagy jéggel vegyített kaotikus elegyének mozgásával jellemezhető csuszamlások egy típusa. Általában a sűrű növényzettel benőtt lejtő telítődése váltja ki, s fatörmelék, aljnövényzet és egyéb lejtőtörmelékek keverékéből áll. A törmelékcsúszásoktól a törmeléklavinák jóval nagyobb sebességüknél fogva jól elkülöníthetők. E sebesség oka a kisebb súrlódás vagy magasabb víztartalom és az általában meredekebb lejtők.
Meredek parti szirtek is kialakulhatnak katasztrofális törmeléklavina miatt. Ezek óceáni szigetvulkánok alámerülő szegélyein voltak gyakoriak, amilyenek például a Hawaii-szigetek vagy a Zöld-foki-szigetek.
Egy másik ilyen típusú csuszamlás volt a Storegga földcsuszamlás.

#### Mozgás
A törmelékcsuszamlások általában nagyobb sziklákkal indulnak a csuszamlás tetején, majd lefelé csúszva aprózódni kezdenek. Ez jóval lassabb a törmeléklavinánál, ami rendkívül gyors, és ahogy rohan a lejtőn lefelé, egész tömege cseppfolyósnak hat. Ennek a meredek lejtő és a vízzel telített kőzetanyag együttese az oka. Ahogy a törmelék a lejtőn lefelé mozog, általában patakmedrekben halad, és azok keresztmetszetét V alakúra nyírja. Ez megkülönbözteti a suvadás U alakú metszetétől.
Rendkívüli sebességüknél fogva a törmeléklavinák jócskán túlfolyhatnak a lejtőlábnál.

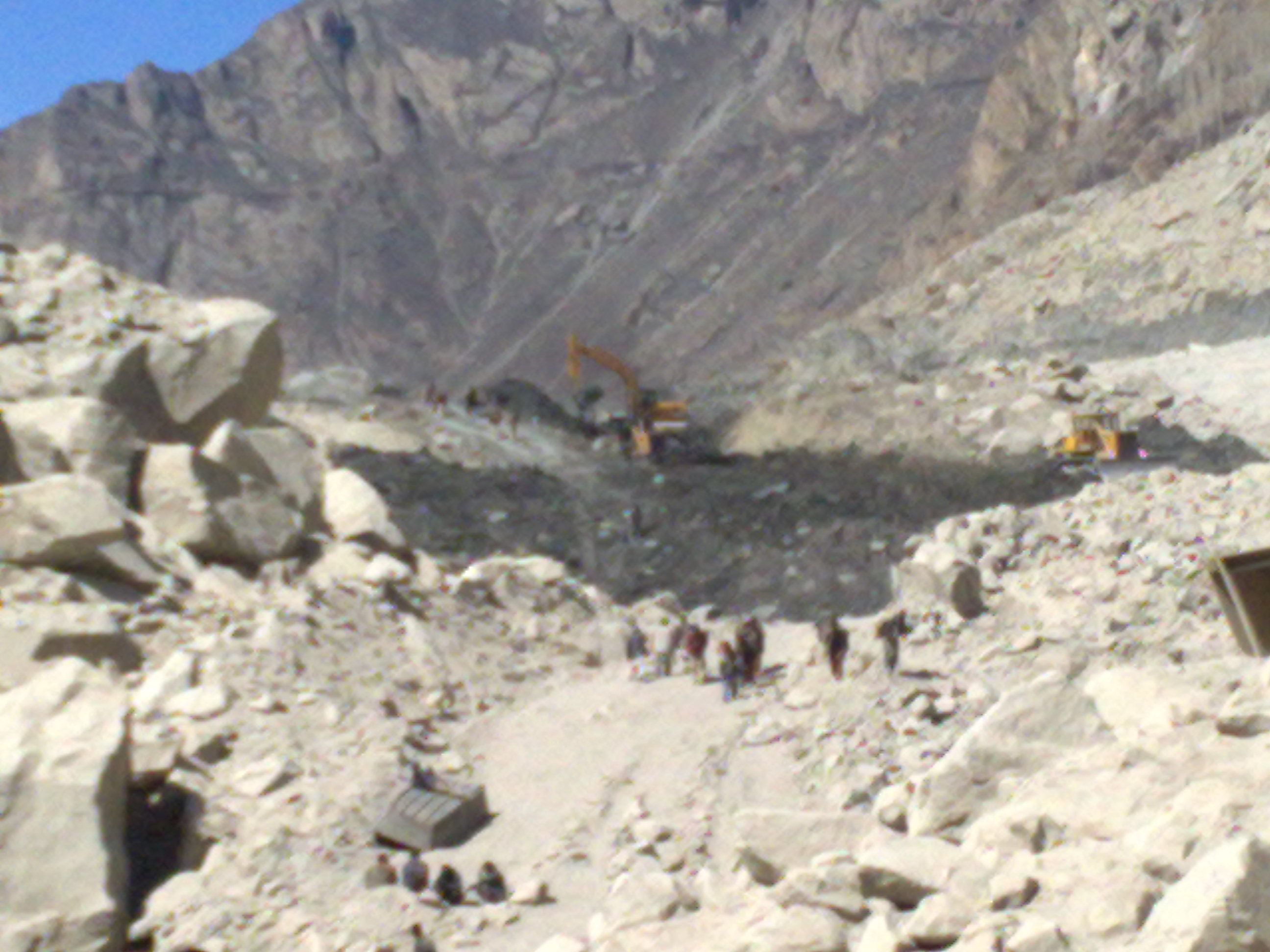
A Hunza folyó torlasza

### Sturzstrom
A sturzstrom egy ritka, kevéssé ismert földcsuszamlástípus. Gyakran nagy kiterjedésű, szokatlanul mozgékony, hosszú pályája kis hajlásszögű, sík, vagy akár enyhén emelkedő terep is lehet.

### Sekély földcsuszamlás

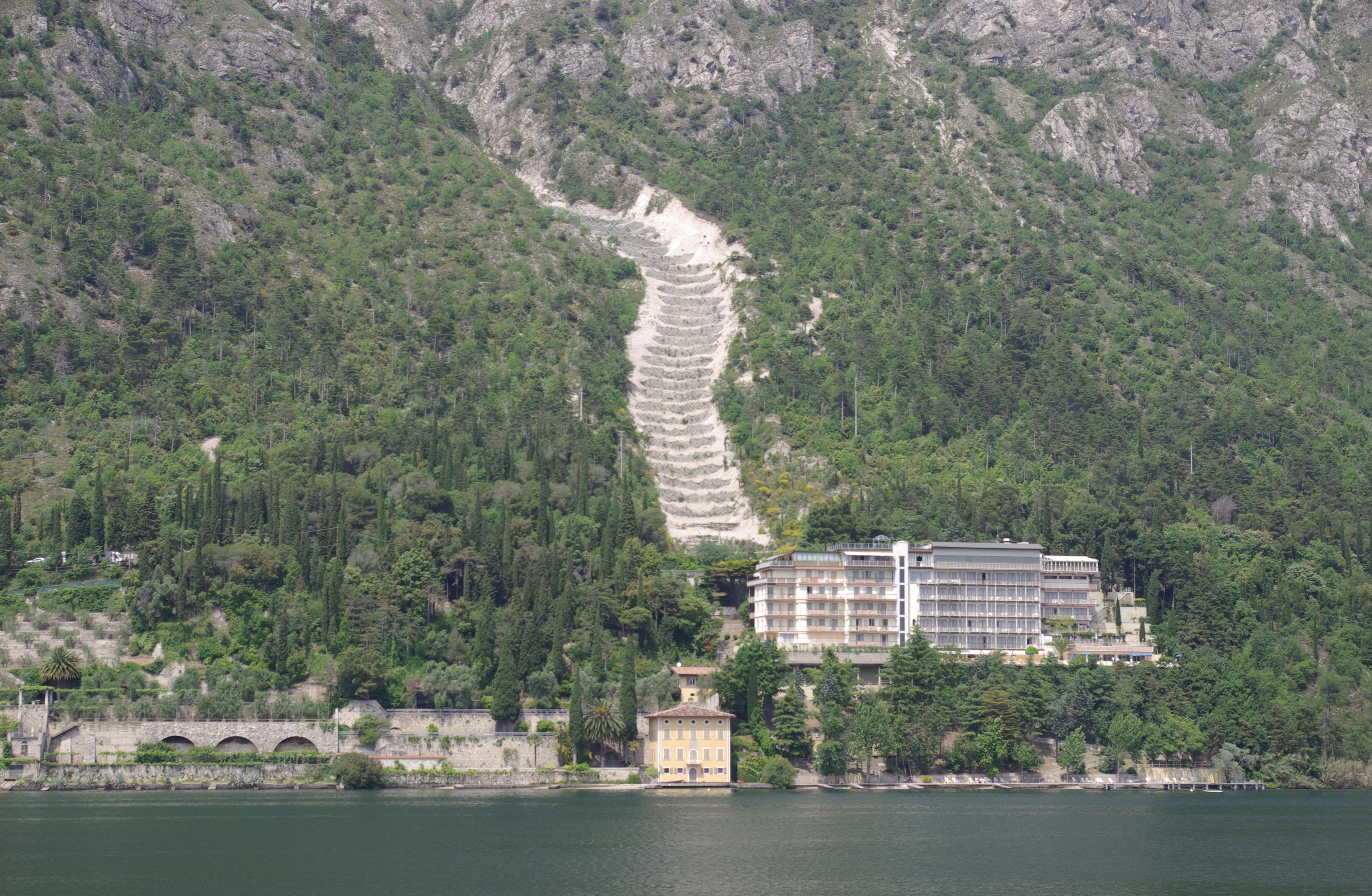
A Limone szálló a Garda-tó mellett. A devon agyagpala kőzetből álló domb egy részét menedékes lejtőt kialakítva útépítéshez elbontották. A felső tömb elvált a kőzetágytól és lecsúszott a dombról, egy rendezetlen kőkupacot formálva a csuszamlás nyelvénél.

Azokat a földcsuszamlásokat, melyekben a csúszólap a talajrétegben vagy a felaprózódott alapkőzetben található (jellemzően pár deciméteres mélységtől a néhány méteresig) sekély földcsuszamlásoknak nevezzük. Ezek általában törmelékcsuszamlások, törmelékfolyások és rézsűcsúszások. A különálló nagy szikladarabok lassú lecsúszását tömbös csuszamlásnak is hívjuk.
Sekély földcsuszamlások gyakran következnek be olyan lejtőkön, ahol kis áteresztőképességű altalajokon nagy áteresztőképességű talajok találhatók. Az alacsony permeabilitású altalajok a vizet az sekélyebb, nagyobb permeabilitású talajokban tartják, így a víznyomás megnövekszik a felsőbb rétegben. Ahogy a felső talajok vízzel telítődnek és elnehezülnek, a lejtő elveszítheti állékonyságát és lecsúszhat az alacsony áteresztőképességű alsó rétegen. Például ha a lejtőn az iszapos-homokos talajréteg alatt szilárd kőzetet találunk, egy nagy felhőszakadás során az alapkőzet az esővizet csapdába ejti a fedő rétegben. Amint a fedőréteg telítődik és elnehezedik, elindulhat a lejtőn az alapkőzeten csúszva és sekély földcsuszamlássá fejlődhet. R. H. Campbell a kaliforniai Santa Cruz-szigeten készített egy tanulmányt sekély földcsuszamlásokról. Megjegyzi, hogy ha az áteresztőképesség a mélységgel csökken, a nyugalmi talajvízszint a talajokban intenzív áztató hatású lehet. Amikor a pórusvíznyomás kellően lecsökkenti a hatékony feszültséget, bekövetkezik a törés.

### Mély földcsuszamlás

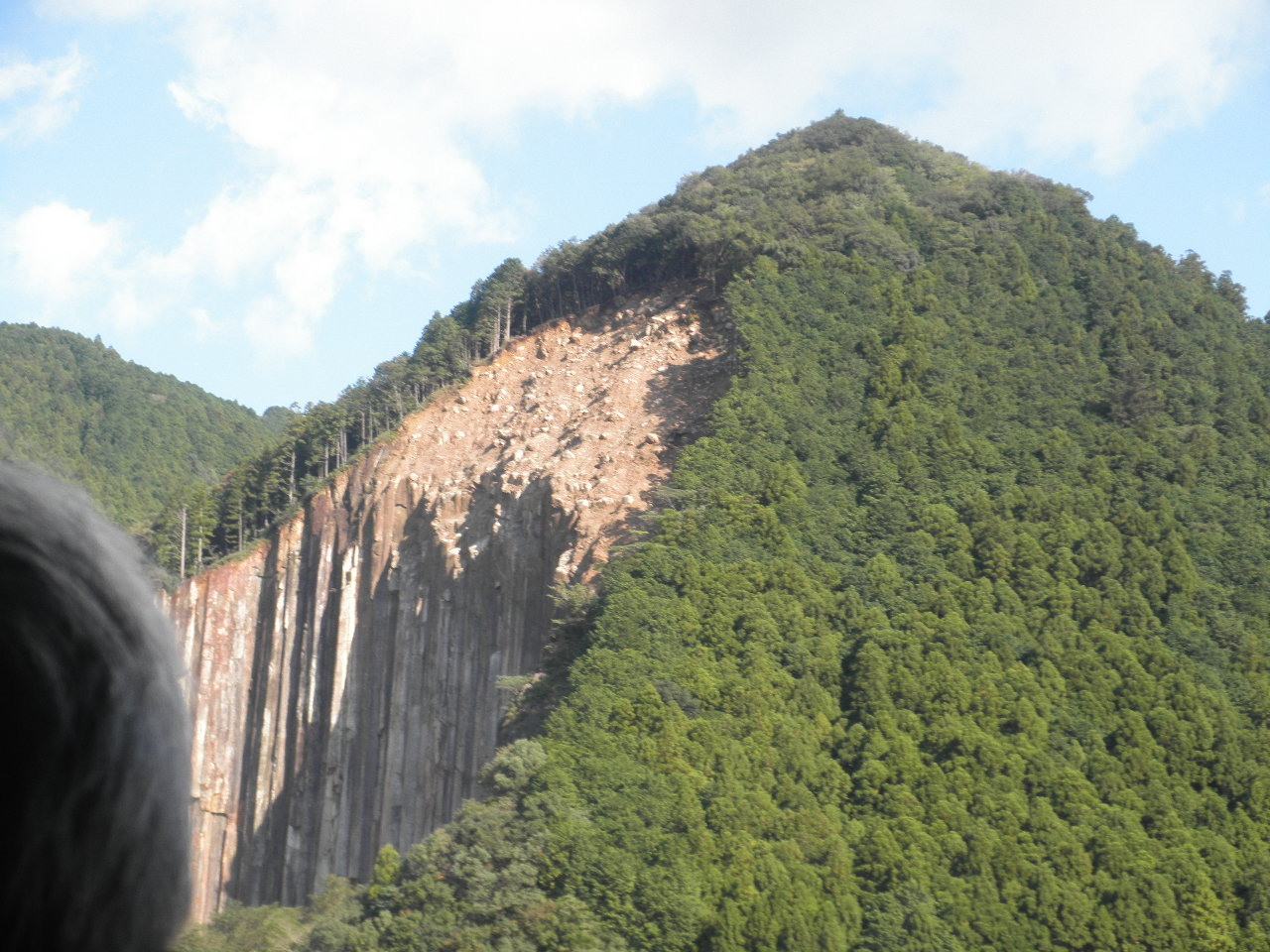
A Talas trópusi vihar heves esőzésében megindult mély földcsuszamlás egy hegyen a japán Sehara-ban (Kihō)

Talaj- és regolitcsúszás Pakisztánban

Ezek azok a földcsuszamlások, ahol a csúszólap jóval mélyebben található a fák gyökereinek legnagyobb mélységénél (jellemzően 10 méternél is mélyebben). A mély földcsuszamlások többnyire mély málladékrétegeket, felaprózódott sziklákat és/vagy alapkőzeteket érintenek és nagy lejtőkön jelennek meg rétegcsúszás, szeletes földcsuszamlás vagy összetett mozgások formájában. A lassú földcsuszamlásoknál többnyire kiterjedtebbek és olyan tönkremeneteli felület mentén alakulnak ki mint egy törés (vető) vagy réteghatár. Mozgásuk lassú (néhány méter/év), de alkalmanként gyorsabbak is lehetnek. Tetejükön a homorú karéjú szakadékok, nyelvüknél a meredekebb területek ilyen felszínmozgásokról árulkodó formák.
Az ilyen típusú csuszamlások előfordulhatnak aktív tektonikus zónákban, amilyen a Zagrosz-hegység Iránban.

## Cunamik kiváltása
A tenger mélyén bekövetkező vagy vízbe csapódó földcsuszamlások cunamikat indíthatnak. A nagy tömegű földcsuszamlások előidézhetnek akár több száz méter magasságú megacunamikat. Ilyen cunami keletkezett 1958-ban a Lituya-öbölben, Alaszkában.

## Kapcsolódó jelenségek
- A hasonlóan zajló lavina a hegyoldalon gyorsan lezúdulva nagy mennyiségű jeget, havat és sziklákat mozgat meg.
- A vulkánkitöréskör kilövellő forró hamu, gáz és kőzettörmelék felhőjének összeroskadásakor vulkanikus törmelékár keletkezik.

## Földcsuszamlás-veszélyeztetettségi térképek
A földcsuszamlás kockázatelemzése és térképezése hasznos információkat nyújthat a káresemények veszteségeinek csökkentésében és segít a fenntartható földhasználat irányelveinek fejlesztésében. Az elemzés feladata a földcsuszamlásokkal kapcsolatos tényezők azonosítása, a lejtőroskadást okozó körülmények relatív hozzájárulásának becslése, kapcsolat megállapítása ezek és a földcsuszamlások között, illetve az ilyen kapcsolatokon alapulva a jövőbeli földcsuszamlás veszélyének előrejelzése. A földcsuszamlás kockázatelemzéséhez használt tényezőket általában felszínalaktani, geológiai (földtani), földhasználati, felszínborítottsági és hidrogeológiai (vízföldtani) csoportokba sorolhatjuk. Amióta a földcsuszamlás-veszélyeztetettségi térképezésnél oly sok tényezőt vesznek figyelembe, a feladat térinformatikai eszközt igényel, kihasználva annak gyűjtő, tároló, módosító, megjelenítő és elemző képességeit nagy mennyiségű, térben elhelyezett adat esetén, melyek így gyorsan és hatékonyan kezelhetők. Cardenas a földcsuszamlás-térképezésre használt bizonytalansági modellező eszközökkel összefüggésben bizonyította a térinformatika maximális kihasználtságát.
A távérzékelési módszerek is elterjedtek földcsuszamlás-veszély értékelésre és elemzésre. Az eseményeket megelőzően és követően készített légifotókat és műholdképeket felhasználják a földcsuszamlás jellegzetességeinek (eloszlás, osztályozás, illetve lejtő, kőzettan, földhasználat/felszínborítás és egyéb tényezők) összegyűjtésére, így segítve a jövőbeli események előrejelzését. Az előtte és utána készített képek azt is megmutatják, hogy változik a táj egy esemény után, mi indíthatta be a mozgást és láthatóvá válik a rendeződés és helyreállás folyamata is.
A műholdképek együttes alkalmazása térinformatikával és helyszíni megfigyeléssel lehetővé teszi a jövőben valószínűsíthetően bekövetkező földcsuszamlások térképének létrehozását. Az ilyen térképeknek fel kellene tüntetniük az előző események helyeit is, ami világosan mutatja a jövőbeli események valószínűsíthető területeit.
Általánosságban a földcsuszamlások előrejelzésénél feltételeznünk kell, hogy előfordulásuk bizonyos földtani tényezők függvénye és a jövőbeli csuszamlások is ugyanolyan feltételek mellett fognak megtörténni, mint a múltbeli események. Ezért szükséges az összefüggések meghatározása a múltbeli események felszínalaktani viszonyai és a várható jövőbeli körülmények között.
A természeti katasztrófák drámaian példázzák az emberiség konfliktusát a környezettel. A korai előrejelzések és figyelmeztetések kulcsfontosságúak az anyagiakban és az emberi életekben bekövetkező veszteségek mérséklésében. Földcsuszamlások gyakran történnek és jól bemutatják a föld legpusztítóbb erőit, ezért rendkívüli jelentőséggel bír alaposan megérteni kiváltó okaikat, illetve hogy az ember hogyan segíthet megelőzni őket vagy egyszerűen csak elkerülni a hatásaikat. A fenntartható termőföldhasználat és területfejlesztés is kulcsfontosságú a földcsuszamlások negatív hatásainak csökkentésében.

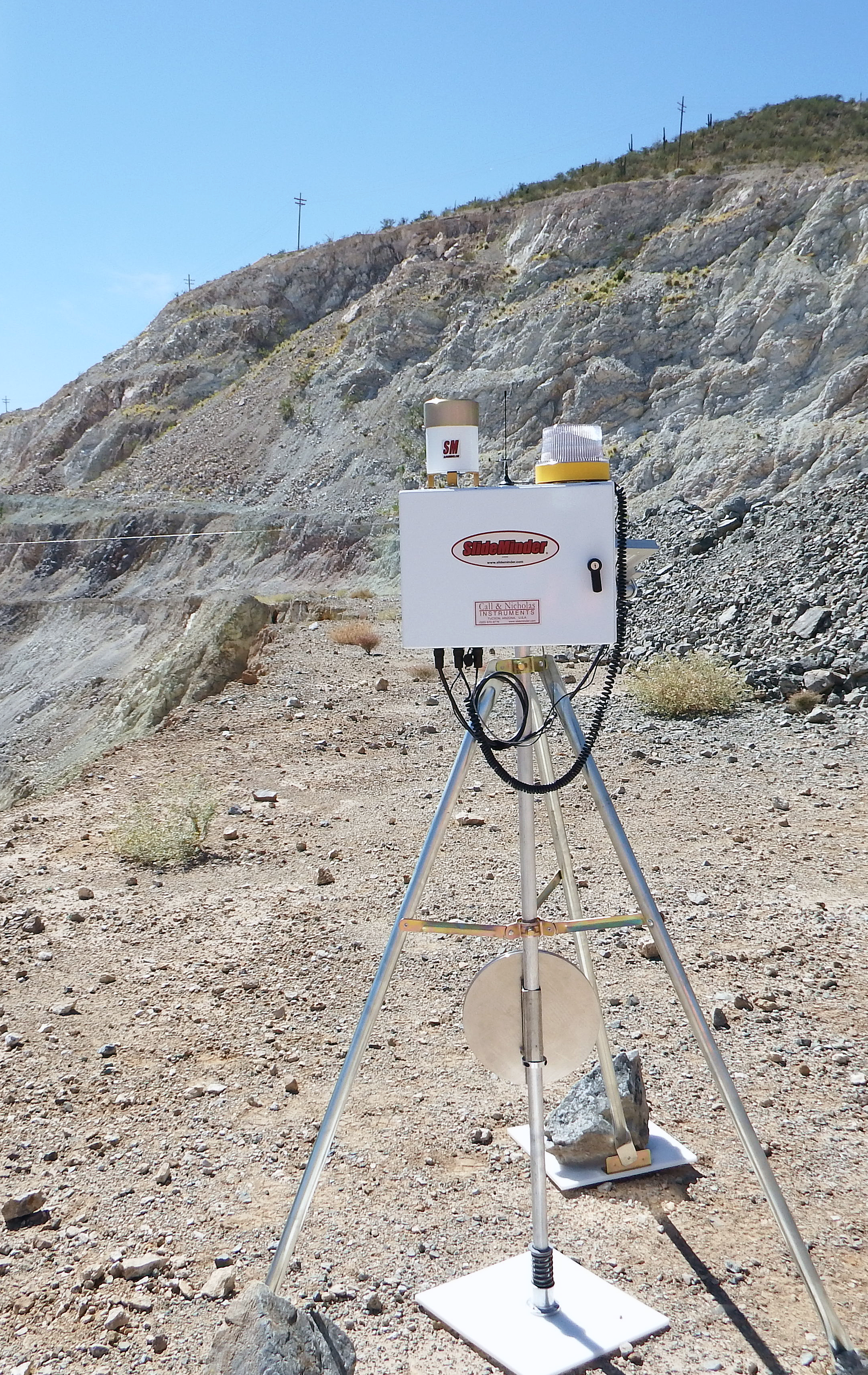
Egy Wireline extenzométer követi a lejtő mozgását és rádióhullámokon továbbítja az adatokat. A helyben lévő vagy konkrét feladatra kihelyezett extenzométerek a lehetséges földcsuszamlás korai jelzésére alkalmazhatók.

A térinformatika egy kiváló eszköz a földcsuszamlás elemzésre, mert egyszerre teszi lehetővé nagy mennyiségű adat gyors és hatékony rögzítését, tárolását, módosítását, elemzését és megjelenítését. A sok változó miatt fontos, hogy képes legyen a számos adatrétegből egy teljes és pontos képet adni a földfelszín eseményeiről. A kutatóknak tudniuk kell, hogy az adott területen mik a legfontosabb tényezők, melyek földcsuszamlásokat váltanak ki. A térinformatika segítségével rendkívül részletes térképet hozhatnak létre a múltbéli események és a valószínűsíthető jövőbeli események bemutatására, így életek és vagyontárgyak menthetők meg.

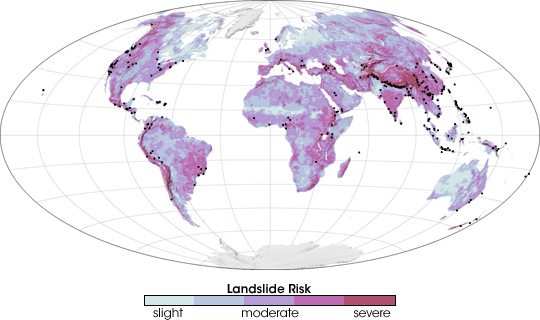
Földcsuszamlás-veszélyeztetettségi világtérkép
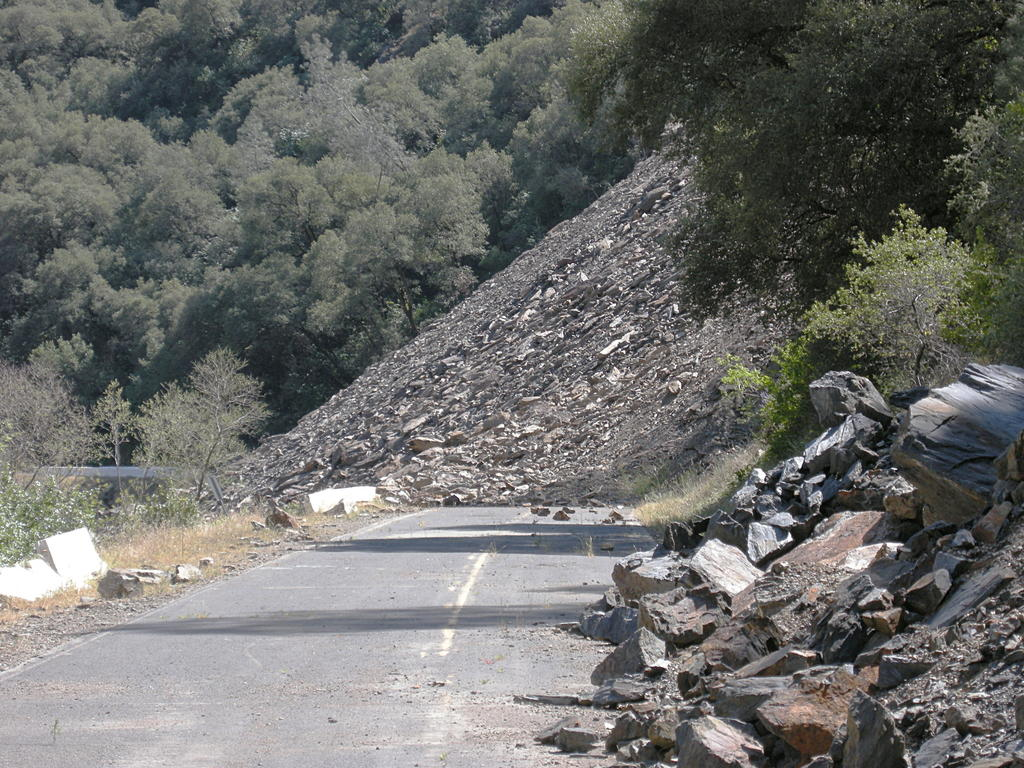
A Ferguson csuszamlás 2006 júniusában a kaliforniai 140-es úton
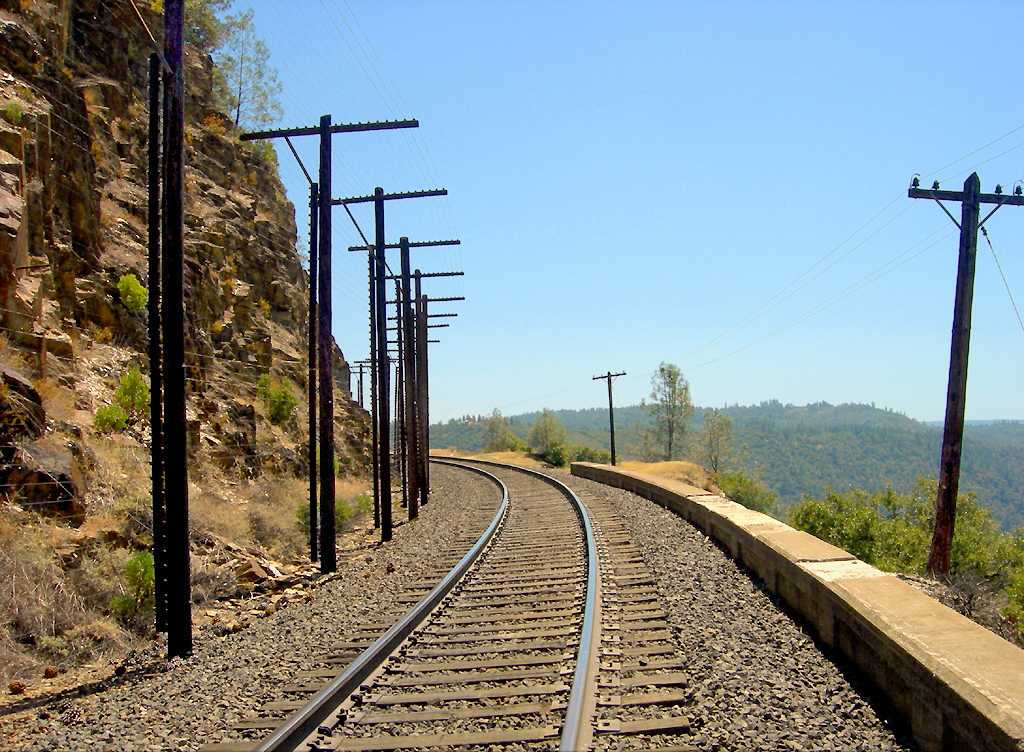
Pályamenti kőzetmozgás-észlelő a UP vasúttársaság vágánya mellett Kaliforniában

## Fosszilis földcsuszamlások

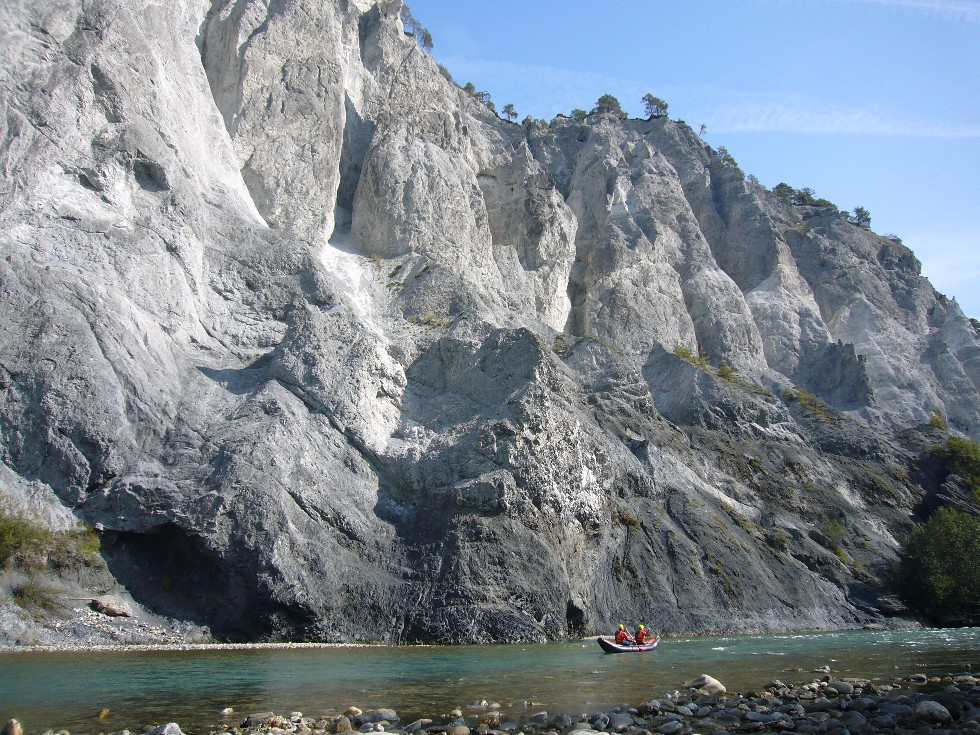
A Rajnát keresztülvágó Flims kőzetcsuszamlás törmeléke Svájcban

- Az eddigi legnagyobb ismert szárazföldi csuszamlás a Heart-hegyet mozgatta ma ismert helyére az Amerikai Egyesült Államok területén. Az azóta eltelt 48 millió évben a csuszamlás legnagyobb része erózió áldozata lett.
- Egy óriási rézsűcsúszás figyelhető meg Katmandutól 60 km-rel északra, melyben 10-15 km³ anyag mozoghatott, korát 40 000 évre becsülik. A csuszamlást megelőzően a hegy a világ 15. nyolcezres hegye lehetett.
- A kanadai Cheekye Fan alakját egy, a Mount Garibaldi vulkán nyugati szárnyán bekövetkezett omlás alakította ki körülbelül 25 km²-en a késő pleisztocénben.
- A nepáli Annapurna tartományban történt Manang-Braga kőlavina/törmelékfolyás talán a Marsyangdi-völgyből indult az utolsó eljegesedés egyik enyhébb időszakában. Becsülhetően több mint 15 km³ anyag mozdult meg egyetlen alkalommal, így egyike lett a legnagyobb szárazföldi csuszamlásoknak.
- A Flims kőzetcsúszás körülbelül 12 km³-t mozgatott meg Svájcban mintegy 10 000 évvel ezelőtt a pleisztocén/holocén posztglaciális (eljegesedést követő) időszakban. Ez a legnagyobb eddig leírt, mérsékelten lepusztult állapotában könnyen beazonosítható szárazföldi magashegységi csuszamlás.[19]
- A Storegga földcsuszamlás nagyjából 8000 éve Norvégia nyugati partjainál nagy cunamit idézett elő Dogger-földön és más, az Északi-tengerhez kapcsolódó vidékeken. A megmozduló üledéktömeg 3500 km³ volt, ez Izland területe 34 méteres vastagságban. A történelem legnagyobb csuszamlásai közt tartják számon.
- Az Új-Zéland Északi-szigetén i. e. 200 körül bekövetkezett földcsuszamlás alakította ki a Waikaremoana-tavat, ahogy a Ngamoko Range-ről lecsúszó nagy tömb a Waikaretaheke-folyó szurdokvölgyébe ékelődve felduzzasztotta annak vizét egy 256 méteres mélységet elérő természetes víztározót hozva létre.

## Újkori földcsuszamlások
- 1806. szeptember 2-án heves esőzés váltotta ki azt 40 millió köbméteres földcsuszamlást, amelyik elsöpörte a svájci Goldau városát három kisebb településsel egyetemben.
- 1889. szeptember 19-én egy rendkívül csapadékos nap után a kanadai Quebec városa felett egy kinyúló palás szikla letört, és 90 métert zuhanva porrá zúzott 28 otthont az alatta fekvő városrészben. A palatörmelék 24 méteres vastagságban temetett maga alá száz embert, negyvenen vesztették életüket.
- 1903. április 29-én hajnali 4:10-kor több mint 82 millió tonna mészkő csúszott le a Turtle Mountain (Alberta) oldaláról mindössze 100 másodperc alatt, megsemmisítve Frank bányaváros keleti szélét, egy vasútvonalat és a szénbányát. Ez volt az egyik legnagyobb földcsuszamlás a kanadai történelemben, halálos áldozatainak számát 70 és 90 közé teszik.
- A Khait csuszamlás Tádzsikisztán Hoit körzetében (volt Szovjetunió) földrengés következtében történt 1949. július 10-én, 33 falut temetett maga alá, és körülbelül 28 ezer halálos áldozata volt.
- 1963. október 9-én a Monte Toc csuszamlással 260 millió köbméternyi sziklatörmelék zuhant a Vajont-gát által duzzasztott víztározó medencéjébe Olaszországban, a kiszorított víz megacunamiként rombolta le Longarone városát és környezetét, 1918 ember vesztette életét.
- A Hope Slide csuszamlásban 47 millió köbméter kőtörmelék zúdult le a Brit Columbia-i Hope környékén 1965. január 9-én a reggeli órákban, négy halálos áldozata volt, és a legnagyobb kanadai földcsuszamlásként tartják számon.
- A walesi Aberfan katasztrófában 116 gyermek és 28 felnőtt vesztette életét 1966. október 21-én, amikor összeomlott egy víz áztatta meddőhányó domb (bányászati kőzethulladék) és percek alatt beborította a falu egy részét, egy általános iskolát is, ahol éppen tanítás folyt.
- A göteborgi Tuve csuszamlás 1977. november 30-án: a mindössze 5-6 percig mozgó, 3-4 millió köbméterre becsült csuszamlásnak 9 áldozata, hatvannál több sebesültje volt, és mintegy 600 ember vált hajléktalanná.
- Az 1979. augusztus 8-án Dunedin Abbotsford nevű külvárosi részét érintő földcsuszamlás 68 házat pusztított el, halálos áldozata nem volt. A legnagyobb, lakott területet érintő földcsuszamlásként tartják számon Új-Zélandon.
- Az olaszországi Val Pola csuszamlásban 1987. július 28-án rendkívüli csapadékmennyiség és hirtelen gleccserolvadás miatt átázott instabil kőzet és lejtőtörmelék indult meg. A gyors kőlavinát földcsuszamlások és törmelékfolyás kísérték, a törmelék felduzzasztott egy folyót és más tragikus kimenetelű eseményeket is eredményezett. Ezek összessége volt a Valtellina katasztrófa, melyben 5 falu és 6 kisebb település semmisült meg és 48 halálos áldozata volt.
- Az ausztrál Thredbo falut és síközpontját (Új-Dél-Wales) érte el egy katasztrofális talaj- és törmelékfolyam 1997. július 30-án, nem sokkal éjfél előtt. Elsöpört két útjába eső síházat, melyeknek mind a 18 lakója életét vesztette. A környéket 50 perccel később evakuálták. A túlélők utáni kutatást megnehezítette a téli időjárás: a nappal fagypont alatti hőmérséklet éjszaka -14 °C-ra esett. A katasztrófa egyetlen túlélőjét 54 óra elteltével találták meg, és további 11 órára volt szükség kiszabadításához.
- A venezuelai Vargas államban az 1999. december 14–16. közötti tragikus eseménysorozatban szakadó eső, villámáradás és törmelékfolyás ölte meg emberek tízezreit, pusztította el otthonok ezreit és vezetett az állam infrastruktúrájának teljes összeomlásához. Los Corales környékét 3 méter vastag sárréteg fedte be, a házak nagy részét az áradat egyszerűen csak az óceánba söpörte, egész városok tűntek el.
- A kaliforniai La Conchita városában 15 napos szakadatlan esőzés következtében 2005. január 10-én megindult a domboldal és törmelékfolyás kíséretében házak tucatjaira csúszott rá, 10 halálos áldozatot követelve. A most megmozduló terület átfedésben volt egy tíz évvel korábban történt csuszamlással és mindketten a sok ezer évvel ezelőtti óriási Rincon Mountain csuszamláson találhatók, amin a mozgások folyamatosan kiújulnak (1909-ben egy vonatot temetett be a domboldal).
- A Csittagong sárcsuszamlás 2007. június 11-én söpörte el a bangladesi Csittagong külvárosi nyomornegyedeit. Habár korábban figyelmeztettek a csuszamlás kockázatára, a bangladesi kormány nem korlátozta a veszélyeztetett területek illegális beépítését. A tragédiának 128 áldozata volt, közülük legalább 59 gyermek.
- A 2008. szeptember 6-án bekövetkezett tragikus földcsuszamlás Kairó keleti szomszédságában 119 emberéletet követelt. Családok százai váltak hajléktalanná, hogy kitelepítésük után a kormány lerombolta megmaradt házaikat, azonban az ígéretek ellenére nem biztosított helyette mást. Az esemény okait kutatók között voltak, akik emberi felelősségre gyanakodtak, de egy belső vizsgálat végül természeti csapásnak minősítette az eseményt.
- A kelet-ugandai Bududa körzetben 2010. március 1-jén heves eső okozott földcsuszamlást. Az áldozatok számát legalább százra becsülik. A csuszamlás több falut betemetett, házakat, templomokat rombolt le, utakat torlaszolt el. Az eső által okozott áradás is komoly kárt okozott. Bár ezen a területen esős évszakban máskor is jelentkeznek mozgások, a rendkívüli katasztrófa hátterében a klímaváltozás (csapadékeloszlás változása) és az erdőirtások hatását is sejtik.
- A 2010. augusztus 8-án éjfélkor a Zhugqu megyében (Kína) található Gannan Tibeti Autonóm Prefektúra területén heves esőzések és áradás kiváltotta katasztrofális sárcsuszamlás történt. 1471 ember meghalt, 294 eltűnt, több mint 1700 kitelepített személyt iskolákban helyeztek el. A katasztrófa által legsúlyosabban sújtott területen a sár házakat süllyesztett el, és többemeletes bérházakat tépett darabokra. A legnagyobb kínai napilap szerint a sárcsuszamlás okai a felaprózódott kőzet, a heves esőzések és szárazság, illetve a két évvel azelőtti szecsuáni földrengés voltak.[20]
- A Devil's Slide ("az ördög csúszása") egy Pacifica és Montara között fekvő tengerparti szirt Kaliforniában, környékét meredek, folyamatosan pusztuló parti lejtők, a völgyekben vastag, mérsékelten vízvezető talajtakaró jellemzik. 1936-ban egy keskeny hegyi út kiváltására a part menti lejtőbe vágtak egy főutat, amit azóta folyamatosan földcsuszamlások rongálnak. 2014-ben két párhuzamos, 2,1 km hosszú alagutat fúrtak a hegybe (Tom Lantos alagút), hogy áttereljék a forgalmat a veszélyes szakaszról.
- A Rio de Janeiro-i Serrana régióban katasztrofális események sorozata történt 2011. január 11–12-én. A több várost sújtó árvíz, sár- és földcsuszamlás-sorozat 903 halálos áldozatot követelt és 2960-an veszítették el otthonukat. A helyi média szerint a brazil történelem legsúlyosabb időjárás okozta természeti csapása volt.
- India Mahárástra államának Malin nevű faluját 2014. június 30-án a hajnali órákban rombolta le egy heves csapadék által kiváltott földcsuszamlás. A lakosokat még álmukban érte a katasztrófa, legalább 151 ember halt meg, további 160-200 főt betemetettnek hittek. A mentést nehezítette a folyamatosan szakadó eső. Az esemény súlyosságához hozzájárult a földtani körülmények figyelmen kívül hagyása a beruházások megvalósításakor, az erdőirtás, ami által fellazult az addig a gyökerek által kötött talaj, illetve a mezőgazdasági művelési forma is, mert a meredek lejtők teraszosítása csökkenti azok stabilitását, de felmerült a tíz évvel azelőtti gátépítési munkálatok szerepe is.
- Egy instabil domb egy része omlott össze 2014. március 22-én délelőtt Oso-tól keletre Washington államban, sárral és törmelékkel árasztva el a környéket. 43 ember meghalt, 49 otthon és egyéb épület elpusztult.
- A meredek domboldal lábánál fekvő guatemalai El Cambray Dos települést 2008 óta folyamatosan figyelmeztették a földcsuszamlás valószínű bekövetkeztére, 2014 novemberében már azonnali elköltözését sürgették. Végül 2015. október 1-jén este heves esőzés váltotta ki a súlyos földcsuszamlást, mely a lakosságot felkészületlenül érte, sár és törmelék csapdájába ejtette: egyes részeken 15 méteres vastagságban állt a megmozgatott anyag. Legalább 280 ember vesztette életét.

## Földön kívüli földcsuszamlások

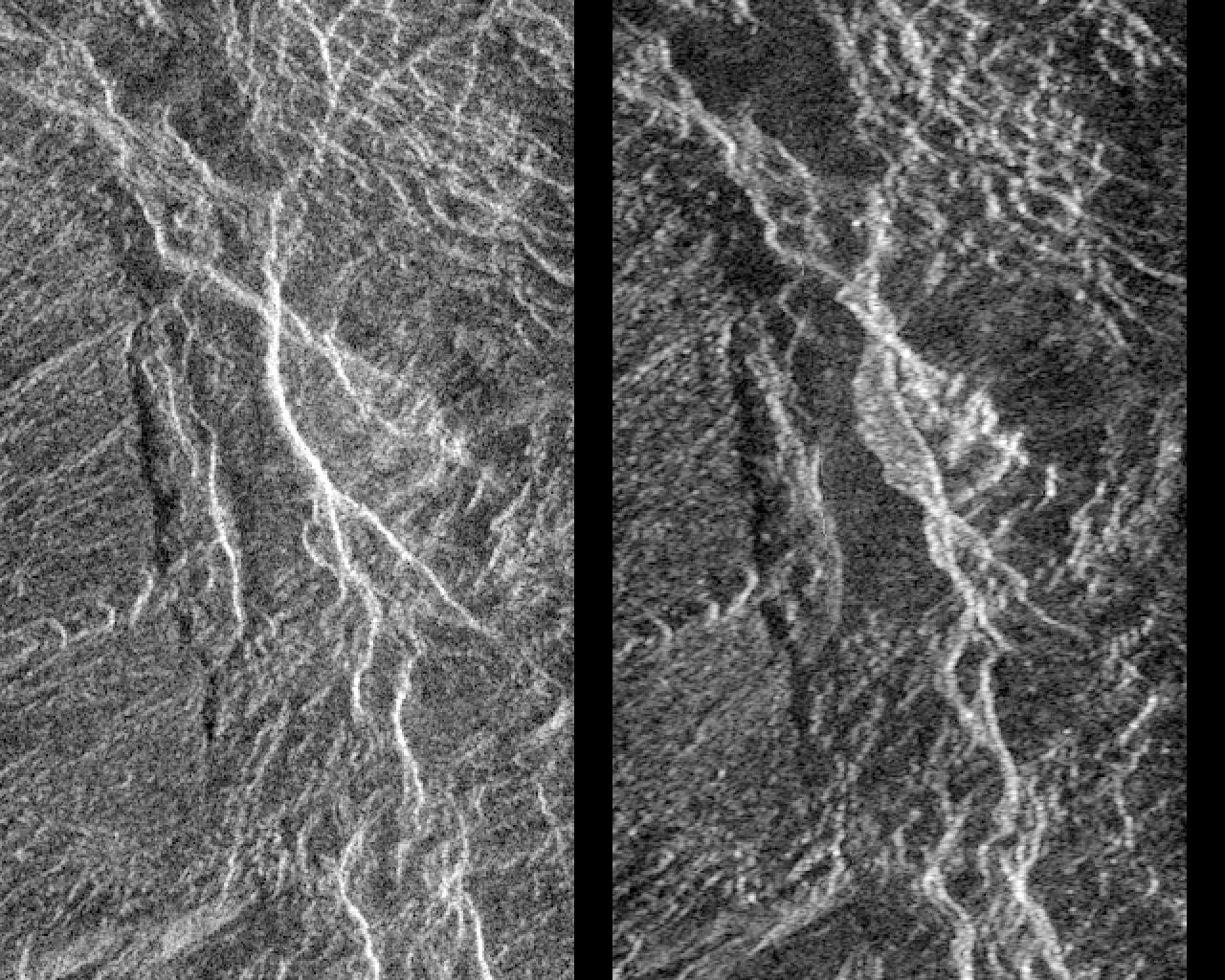
Radarképek egy földcsuszamlás előtt és után a Vénuszon. A kép közepén, jobb oldalon egy fényesebb, folyásszerű területen látható a balra terjedő friss csuszamlás (1990)

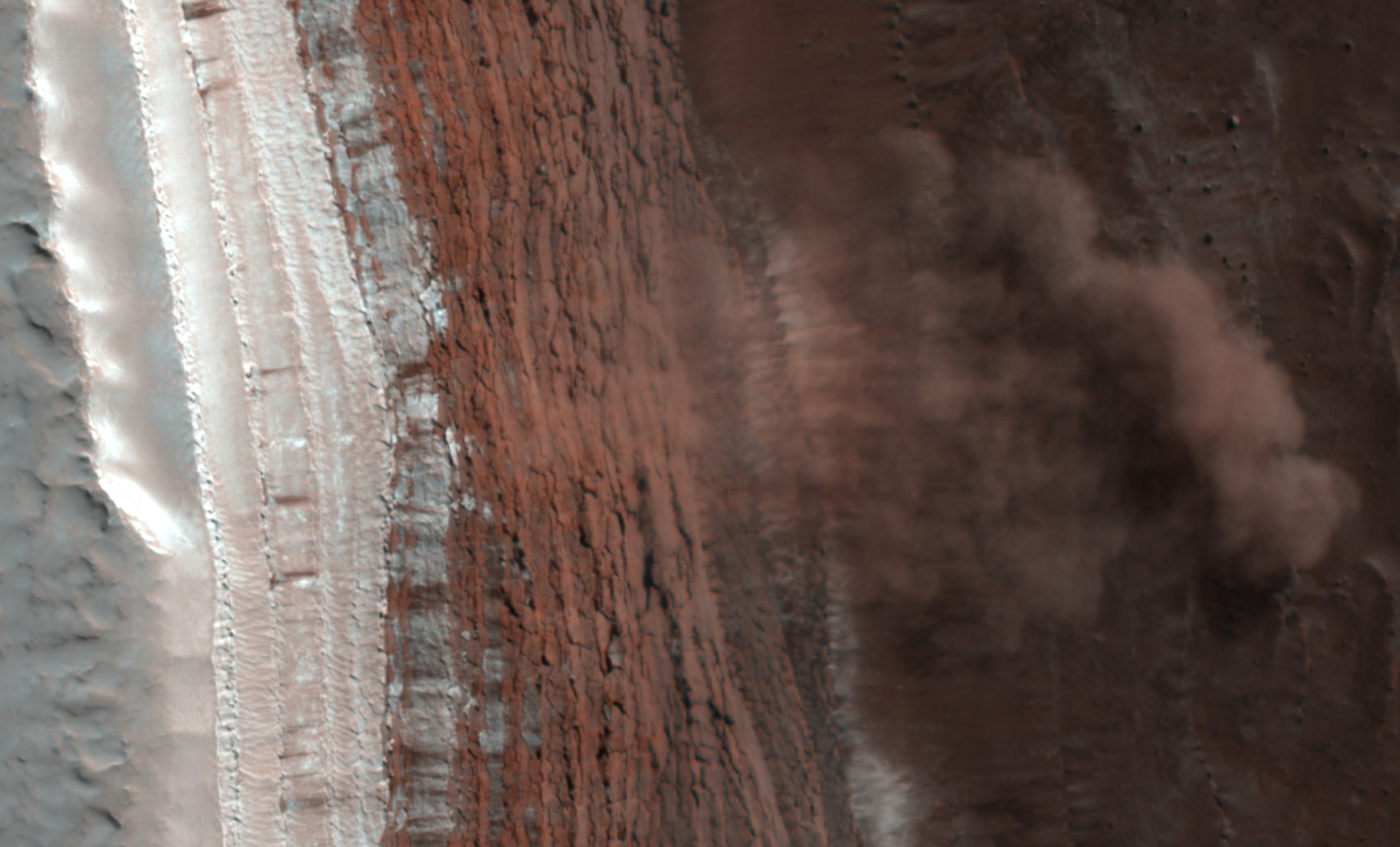
Éppen zajló földcsuszamlás 2008. február 19-én a Marson

Múltbeli földcsuszamlások nyomait sok égitesten felfedezték már, de mivel a legtöbb megfigyelést csak korlátozott ideig dolgozó űrszondák végzik és mert a Naprendszer legtöbb égitestje geológiailag inaktív, nem ismerünk túl sok közelmúltbeli csuszamlást. A Vénuszt és a Marsot is figyelték már hosszú távon műholdakkal, és mindkettőn fedeztek fel felszínmozgásos eseményeket.

## Fordítás
- Ez a szócikk részben vagy egészben  a   Landslide című angol Wikipédia-szócikk ezen változatának fordításán alapul.  Az eredeti cikk szerkesztőit annak laptörténete sorolja fel. Ez a jelzés csupán a megfogalmazás eredetét és a szerzői jogokat jelzi, nem szolgál a cikkben szereplő információk forrásmegjelöléseként.